# Oxydia bertha
Oxydia bertha là một loài bướm đêm trong họ Geometridae.